# Erika Sawajiri
Erika Sawajiri (jap. 沢尻 エリカ, Sawajiri Erika; * 8. April 1986 in Nerima, Tokyo) ist eine japanische Schauspielerin, Model und Musikerin.

## Leben und Karriere
Sawajiri ist die Tochter eines japanischen Vaters und einer in Frankreich geborenen Mutter algerischer Abstammung. Sie ist das jüngste von drei Kindern. Ihr Vater besaß 16 Rennpferde, einschließlich Edonokoban (エドノコバン), auf dem Sawajiri als Kind ritt. Ihr Vater verschwand, als sie neun Jahre alt war.

## Filmografie (Auswahl)
- 2003: Furenzu
- 2003: Hot Man (Fernsehserie)
- 2005: Shinobi (l Shinobi: Heart Under Blade)
- 2006: Otoshimono (Ghost Train)
- 2007: Closed Note
- 2012: Helter Skelter
- 2015: Shinjuku Swan

## Diskografie

### Singles
| Jahr | Titel Album           | Höchstplatzierung, Gesamtwochen, AuszeichnungChartsChartplatzierungen (Jahr, Titel, Album, Platzierungen, Wochen, Auszeichnungen, Anmerkungen) | Anmerkungen                             |
| Jahr | Titel Album           | JP | Anmerkungen                             |
| ---- | --------------------- | --- | --------------------------------------- |
| 2007 | Free –                | JP1 Gold + Platin (Mobile Downloads) · (14 Wo.)JP                                                                                              | Erstveröffentlichung: 4. Juli 2007      |
| 2007 | Destination Nowhere – | JP7 Gold · (8 Wo.)JP | Erstveröffentlichung: 28. November 2007 |